# Bunuri mobile din domeniul artă decorativă clasate în patrimoniul cultural național al României aflate în județul Dâmbovița
Acestă listă conține bunurile mobile din domeniul artă decorativă clasate în Patrimoniul cultural național al României aflate la momentul clasării în județul Dâmbovița.

## Tezaur
| Foto | Informații generale | Detalii tehnice | Descriere | Deținător                                                | Legături |
| ---- | ------------------- | --- | --- | -------------------------------------------------------- | -------- |
|      | Ușă                 | Datare: Ante 1688 Școală: Țara Românească Descoperit: Corbii Mari, Țara Românească Material: Lemn sculptat, ajurat, relief plat, grund, aurit, pictură în tempera | Format din două canaturi, coronamentul din partea superioară este alcătuit din vrejuri, frunze, și fructe de rodie sculptate à-jour și motive animaliere (canat dreaptă). Parțial s-a păstrat; restul decorului ajurat lipsește. Lipsa baghetă opritoare. Canaturile ușilor sunt decorate cu motive geometrice (denticuli) și cu decorații preponderent florale. Sunt împărțite în 3 registre: superior, pe fiecare canat sub o arcadă în formă de acoladă delimitată cu denticuli, și de o friză de flori cu șase petale alternând cu fruze crestate (motiv tipic pentru decorația sec. XVII încă din timpul lui Matei Basarab, până către a doua jumătate a sec. XVII); în nava adâncită este redat pe fond de aur Arhanghelul Gavril în aceiași atitudine și având aceiași tipologie și cromatică ca la icoana praznicară Buna Vestire. Pe canatul al doilea, în aceiași atitudine apare Fecioara Maria în picioare ca la icoana Buna Vestire (compoziție identică, dovadă caietele de modele care existau în epocă). Alături, de mai mici dimensiuni pe canatul cu Arhanghelul Gavril, apare redat sub arcada polilobă sprijinită pe colonete torsadate, David, în picioare pe fond de aur cu coroana și filacter cu inscripție cu negru (proorocirea sa). Pe canatul cu Fecioara, în aceiași atitudine, este redat Solomon cu filacter în stânga. În registrul median, pe fiecare canat, este sculptat in relief plat, un medalion cvadrilob înscris într-un cerc decorat cu motive geometrice și vegetale - vrejuri cu frunze și flori. Registrul inferior cuprinde imaginile cu simbolurile celor patru evanghelisti (câte două pe fiecare canat) pictate pe fond de aur în medalioane cvadrilobe: pe canatul din stânga este redat Îngerul (Ioan) și Leul (Marcu), iar in dreapta, Vulturul (Luca) și Boul (Matei). Registrele median și inferior sunt inconjurate de un chenar lat, decorativ alcatuit dintr-un vrej meandric cu flori și frunze de acant, zambilă, bujor (trandafir?). Pictura se păstreaza mai bine ca sculptura. Executată cu mare virtuozitate, printr-un desen miniatural și într-o gamă caldăcromatică, ea se înscrie în nota generala a picturii tâmplei de la Codrii Mari. De remarcat sculptura ușilor executată în relief plat, repertoriul decorativ precum și dispunerea elementelor componente, ne îndreptățesc să considerăm execuția ușilor împărătești – și probabil și a întregii tâmple – ante 1688. Concepția care a stat la baza decorațiilor ușilor împăratești ale tâmplei, face ca aceasta să se asemene în mare măsura cu ușile împărătești de la Biserica din Ludești (ctitor cronicarul Stoica Ludescu), datată în literatura de specialitate cca. 1660. | Complexul Național Muzeal „Curtea Domnească”, Târgoviște | Cimec    |
|      | Coloane sculptate   | Datare: Ante 1688 Școală: Țara Românească Descoperit: Corbii Mari, Țara Românească Material: Lemn sculptat, ajurat, relief plat, grund, aurit, pictură în tempera | Coloanele cuprind registrele de jos, I si II, a iconostasului sculptat, stucat și aurit, înalt de cca. 609 cm și lat de cca. 460 cm. Coloanele în număr de șase, formeaza 7 compartimente, cel din mijloc destinat ușilor împărătești, patru dintre ele sunt destinate icoanelor împărătești (registrul II) și poalelor de icoane (registrul I) și câte un compartiment la extrema dreaptă și stângă, lângă perete, destinate ușilor diaconesti. Coloanele sunt adosate, pe față și pe părțile laterale fiind decorate în relief plat cu motive preponderent vegetale: vrejuri, flori și frunze. Baza coloanelor este dreptungiulară și decorată în relief cu frunze și denticuli. Fusul coloanelor este decorat cu motive vegetale. Capitelele coloanelor în formă de trunchi de piramidă au la bază un motiv perlat și o friză de fleuroni. Patru dintre coloane au capitelele decorate cu frunze ample de acant și două cu un vultur cu aripile desfăcute (erau desigur amplasate în stângă și dreapta ușilor împărătești, aflate în partea centrală a iconostasului). | Complexul Național Muzeal „Curtea Domnească”, Târgoviște | Cimec    |
|      | Friză               | Datare: Ante 1688 Școală: Țara Românească Descoperit: Corbii Mari, Țara Românească Material: Lemn sculptat, ajurat, relief plat, grund, aurit, pictură în tempera | Este alcatuită din două fragmente care se îmbină perfect. Friza separă șirul icoanelor împărătești de icoanele praznicare care se desfășoară deasupra ei. Este sculptată în relief înalt cu motive vegetale și animaliere, recunoscându-se cu ușurință repertoriul decorativ din epoca. În mijlocul frizei, în jurul unei flori mari centrale, motive vegetale formeză un medalion. De o parte și alta a medalionului sunt reprezentate, afrontate două animale fantastice – cap de leoaică cu gura deschisă, gât de pasare cu pene, două picioare cu ghiare și capul terminat intr-o coada de pasare, compuse din frunze ample de acant. Un vrej meandric, șerpuitor, are înscrise flori, frunze și fructe de rodie și păsări care ciugulesc dintr-un fruct. Latura frizei dinspre icoanele împărătești, este finisată, terminată oblic și decorată cu frunze de stejar. | Complexul Național Muzeal „Curtea Domnească”, Târgoviște | Cimec    |
|      | Colonetă            | Datare: Ante 1688 Școală: Țara Românească Descoperit: Corbii Mari, Țara Românească Material: Lemn sculptat, ajurat, relief plat, grund, aurit, pictură în tempera | Deasupra icoanelor imparatesti se desfasoara friza alcatuita din icoanele praznicare. Registrul a fost compartimentat in 13 cadre (au fost initial 13 icoane, azi se pastreaza doar 11 icoane) delimitate de 14 colonete adosate. Din totalul lor, azi se pastreaza doar șapte colonete. Ele sunt decorate in torsada, cu frunze ample crestate avand nervurile perlate. Capitelul in forma de trunchi de piramida, este decorat cu frunze de acant, cu nervuri proieminente. Initial decorul a fost aurit. | Complexul Național Muzeal „Curtea Domnească”, Târgoviște | Cimec    |
|      | Friză               | Datare: Ante 1688 Școală: Țara Românească Descoperit: Corbii Mari, Țara Românească Material: Lemn sculptat, ajurat, relief plat, grund, aurit, pictură în tempera | Este asezata deasupra colonetelor care separa intre ele icoanele praznicare. In acelasi timp friza formeaza baza registrului urmator pe care se desfasoara icoanele cu apostoli. Friza este compusa din doua bucati egale, care se imbina perfect. Decorul este compus din 13 arcade in plin cintru, delimitate de un motiv perlat si decorate in interior cu frunze radiare ce pornesc dintr-o floare centrala. Spatiul dintre arcade este decorat cu vrejuri, flori, si frunze, executate intr-un relief destul de plat. Initial decorul a fost aurit; in prezent aurul este sters. | Complexul Național Muzeal „Curtea Domnească”, Târgoviște | Cimec    |
|      | Dragon              | Datare: Ante 1688 Școală: Țara Românească Descoperit: Corbii Mari, Țara Românească Material: Lemn sculptat, ajurat, relief plat, grund, aurit, pictură în tempera | A fost amplat in partea superioara a tâmplei, formând coronamentul acesteia împreună cu Trimorful (Crucea Răstignirii și cele doua molenii). Se păstrează fragmentar partea centrală a corpului, lipsind o parte importantă a capului, a cozii și o parte din aripa dorsală. Este decorat în relief înalt (adosat unui panou). Corpul este acoperit cu solzi, picioarele au ghiare puternice ca de vultur. Inițial a fost aurit, acum poleiala este ștearsă. Forma și dispoziția sa este caracteristică sculpturii din Țara Românească din secolul XVII. | Complexul Național Muzeal „Curtea Domnească”, Târgoviște | Cimec    |
|      | Cruce de tâmplă     | Datare: Ante 1688 Școală: Țara Românească Descoperit: Corbii Mari, Țara Românească Material: Lemn sculptat, ajurat, relief plat, grund, aurit, pictură în tempera | Crucea Răstignirii încununa coronamentul tâmplei (împreună cu moleniile - Maica Domnului și Sf Ioan Evanghelistul formează Trimorful). Nu s-au păstrat moleniile, doar un dragon (fragmentar). Pe fondul de aur, Iisus este redat în scena cunoscută a Răstignirii. El poartă aureola crucigeră (pictată cu roșu), iar în jurul șoldurilor are un pagnus alb cu motive rosii și negre. Picioarele se sprijină pe un supendaneum și sunt fixate cu piroane mari. Sub picioare apare Glava Adama. Sângele îi curge abundent din mâini, picioare și din coastă. Brațele crucii se termină în forme trilobe (treflate); la cele patru capete sunt pictate pe fondul de aur simbolurile celor patru evangheliști: boul, vulturul, leul și îngerul. Marginile crucii sunt delimitate spre interior de un motiv perlat, aurit, iar spre exterior brațele crucii sunt înconjurate de o bandă decorativă ajurată și aurită, alcătuită dintr-un vrej meandric în care sunt înscrise flori și frunze. În prezent, acest decor se păstrează parțial. Capetele trilobe ale crucii au fost decorate și ele cu cinci flori mari de acant, sculptate și aurite (azi rupte și păstrate separat, parte din ele lipsesc). De remarcat cu precădere virtuozitatea realizării picturii crucii, a chipului și trupului nud al lui Isus Hristos și a simbolurilor evangheliștilor. Înalta calitate artistică a picturii crucii este egalată de pictura icoanelor din tâmplă si a ușilor împărătești, demonstrând unitatea concepției și execuției iîntregii tâmple de la Corbii Mari. | Complexul Național Muzeal „Curtea Domnească”, Târgoviște | Cimec    |

## Fond
| Foto | Informații generale | Detalii tehnice                                                                                      | Descriere | Deținător                                                | Legături |
| ---- | ------------------- | --- | --- | -------------------------------------------------------- | -------- |
|      | Călimară            | Datare: înc. sec. XIX Material: bronz; metal; turnat; retușat; șlefuit; gravat; lipit                | Obiectul reprezintă o călimară de brâu, cu un recipient pentru cerneală (cu capac, prins în patru puncte la balama și cu un mic dispozitiv pentru a-l ține închis. Prezintă atașate elemente decorative din bronz reprezentând motivul frunzei de acant stilizată) și un tub pentru pene sau mai târziu pentru toc (cu capac, mâner cu orificiu, turnat separat și abia apoi atașat capacului prin înșurubare și lipire cu metal cenușiu; cu balama atașată ulterior capacului și tubului; cu tubul turnat din două părți lipite între ele cu bronz - retușat, apoi șlefuit și gravat pentru obținerea decorației laterale), realizat din bronz turnat, șlefuit și gravat (cu dăltiță și ac). Prezintă o decorație simplă, de influență orientală, atât pe recipientul aproape dreptunghiular, bombat la mijloc și colțurile rotunjite, cât și pe tubul obiectului, cu motive vegetale (frunze de acant și palmete pentru flori de mac la capătul tubului). Pe partea de care este atașat (prin lipire cu metal cenușiu) recipientul pentru cerneală se află un spațiu, încadrat de petale de albăstrele, pentru o eventuală inscripție. Pe părțile laterale ale tubului sunt 3 rânduri decorate (cele marginale cu motivul stilizat al frunzelor de acant). Rândul median, care prezintă o decorație cadrilată în zona inferioară și superioară (terminată cu câte o frunză de palmetă) este inegală. Astfel pe o latură decorația are 7,2 cm jos și 5,7 cm sus, iar pe cealaltă latură 6,6 cm jos și 5,9 cm sus. Decorația recipientului și cea a tubului a fost realizată de meșteri diferiți, mărturie fiind stilurile diferite (ușor) de redare a motivelor vegetale și finețea liniei. Datorită uzurii și ruginei bolțul balamalei de la capacul tubului pentru pene este rupt pe o parte. | Complexul Național Muzeal „Curtea Domnească”, Târgoviște | Cimec    |
|      | Călimară            | Datare: sf. sec. XVIII - înc. sec. XIX Material: bronz; email; metal; turnat; gravat; decorat; lipit | Obiectul reprezintă o călimară de brâu, cu un recipient pentru cerneală și un tub pentru pene (sau mai târziu pentru toc), realizat din bronz turnat cu o decorație gravată (în zona inferioară a tubului, pe călimară de formă aproape dreptunghiulară, bombată, cu colțurile rotunjite), constituită dintr-un rând de ove, ușor schițate și din linii, drepte, orizontale, oblice și în zigzag (pe călimară), dar și din email colorat cu rolul de a sublinia motivul floral (vegetal) din bronz de pe suportul lung și îngust pentru pene și de pe călimară. Astfel modelul decorativ, de influență orientală, prezintă flori stilizate de bujor (petalele realizate cu email alb și negru, mijlocul cu turcoise) și crin (redat prin email galben și turcoise). Floarea de bujor, încadrată într-un cerc terminat în părțile laterale cu câte o acoladă, ocupă cea mai însemnată suprafață din modul decorativ, marginile rămase neacoperite de aceasta fiind redate cu email roșu și turcoise. Zona interioară a suportului de pană, cea în care emailul își păstreză mai mult din strălucire și culoare, este lipită în lateral (de ambele părți) cu un metal cenușiu (în zona de îmbinare a fețelor). | Complexul Național Muzeal „Curtea Domnească”, Târgoviște | Cimec    |